# Chionaema dubenskii
Chionaema dubenskii är en fjärilsart som beskrevs av Alphéraky 1892. Chionaema dubenskii ingår i släktet Chionaema och familjen björnspinnare. Inga underarter finns listade i Catalogue of Life.